# Anisaspis tuberculata
Anisaspis tuberculata is een spinnensoort uit de familie Paratropididae. De soort komt voor in Saint Vincent.